# Grethem
Grethem település Németországban, azon belül Alsó-Szászország tartományban. Lakosainak száma 652 fő (2023. december 31.).

## Népesség
A település népességének változása:
| Lakosok száma | 622  | 631  | 624  | 639  | 668  | 652  |
|               | 2016 | 2017 | 2019 | 2021 | 2022 | 2023 |